# Scala Coeli
Scala Coeli (Σκάλα Κοίλη, Skàla Coèle in greco bizantino ossia "scala concava") è un comune italiano di 745 abitanti della provincia di Cosenza in Calabria.

## Geografia fisica
L'abitato di Scala Coeli è collocato a 370 metri di altitudine sulle ultime propaggini della Sila Greca, su una rupe posta alla sinistra della valle incisa dal fiume Nicà. Il territorio comprende anche una porzione del litorale ionico (Basso Ionio Cosentino), nel tratto compreso tra i comuni di Mandatoriccio a nord e di Cariati a sud.

## Origini del nome
Nonostante il nome originario fosse Scala coeli, nel corso dei secoli il genitivo coeli fu per lungo tempo omesso. Come testimoniato da Vincenzo Padula, la denominazione attuale fu ripristinata solo nel corso dell'Ottocento.

## Storia
Se alcuni storici fanno risalire l'origine di Scala Coeli all'età del ferro, altri studiosi ne attribuiscono la fondazione a Filottete durante il suo esilio da Troia.
Inserita nella Decima Circoscrizione dei domini bizantini, Scala Coeli fu dotata di costruzioni atte alla difesa dagli attacchi saraceni. A questo periodo risale la costruzione dei palazzi Vizza e Maiorano (con quest'ultimo tuttora soprannominato "Castello").
Con il passaggio alla dominazione dei normanni, nel 1250 Scala Coeli e i casali Motta e San Maurello vennero aggregati alla Contea di Cariati, seguendone le vicende feudali per secoli.
Già all’inizio del Trecento è documentata nella “Terra Scalae”, diocesi di Rossano, la presenza di un folto gruppo di religiosi. Nelle cedole per la Santa Sede del 1325 compaiono i “dompni” Falconus de Campana, Falconus, Ioah.es Funarius, Nicolaus Schettinus, Petrus Fusillus, Ioh.es de Marco e Adam S.ti Maurelli.
La creazione della Diocesi di Cariati del 1437 rappresentò un periodo particolarmente florido sotto il profilo religioso-amministrativo, con la presenza, a Scala Coeli, di ben sette chiese e un convento francescano e, intorno alla metà del secolo, di una residenza estiva per seminaristi. Tra il XV e il XVI secolo è attestata anche la presenza di una piccola chiesa basiliana, di cui però si persero completamente le tracce nei secoli successivi. Nello stesso periodo si registrò anche la presenza di un convento carmelitano, dedicato alla Santissima Trinità e aggregato al Santuario della Beata Vergine del Carmelo.
Nel 1678 il borgo passò ai Coscinelli, che vi esercitarono i loro diritti feduali fino al 1754, quando passò per successione femminile ai Vitilio. Nel 1768 fu infine acquistato dai Parisano Bonanno, baroni di Scala Coeli fino al 1806, anno dell'abolizione del feudalesimo.
Un decreto di riorganizzazione amministrativa datato 4 maggio 1811, sancì l'aggregazione di San Morello a Scala Coeli, che tuttavia rimase sotto la giurisdizione di Cariati.
Nell'Ottocento, Padula descrive Scala Coeli come un "colle murato…, cinto da rupi e grotte", nel quale si entrava attraverso quattro porte aperte all'alba e chiuse al tramonto: "Portavavuza", "Portafischìa", "Portapiano" e "Portello" (quest'ultimo detto anche "Portello della Timparella").

## Monumenti e luoghi d'interesse

### Architetture religiose
- Chiesa di Santa Maria Assunta, nel centro storico[5]
- Chiesa di Sant'Antonio da Padova, al cui interno spicca un dipinto del XIX secolo[6]
- Chiesa Beata Vergine del Carmelo, costruita poco fuori dal centro abitato, ma in un luogo di passaggio per i tanti che ogni mattina si recavano al lavoro nei campi. Nel 1579, venne istituito, annesso alla chiesa, il convento della Santissima Trinità, retto dai frati carmelitani[7]

### Architetture civili
- Palazzo Maiorano, noto con l'appellativo di Castello, situato nei pressi della Chiesa di Santa Maria Assunta[5]

### Altro
- Grotte dei monaci basiliani[5]
- Monumento ai caduti[5]

## Società

### Evoluzione demografica
Abitanti censiti

## Amministrazione
Sul sito del Ministero dell'Interno sono disponibili i dati di tutte le elezioni amministrative di Scala Coeli dal 1988.
| Periodo        | Periodo        | Primo cittadino        | Partito                                            | Carica                    | Note   |
| -------------- | -------------- | ---------------------- | -------------------------------------------------- | ------------------------- | ------ |
| 20 luglio 1988 | 6 giugno 1993  | Enrico Antonio Iemboli | Democrazia Cristiana                               | sindaco                   |        |
| 6 giugno 1993  | 27 aprile 1997 | Lelio Capalbo          | Partito Democratico della Sinistra                 | sindaco                   |        |
| 27 aprile 1997 | 13 maggio 2001 | Lelio Capalbo          | lista civica                                       | sindaco                   |        |
| 13 maggio 2001 | 29 maggio 2006 | Sinibaldo Iemboli      | lista civica di centro-sinistra                    | sindaco                   |        |
| 29 maggio 2006 | 16 maggio 2011 | Mario Salvato          | lista civica di centro-sinistra                    | sindaco                   |        |
| 16 maggio 2011 | 19 giugno 2015 | Mario Salvato          | lista civica Scala Coeli nel cuore                 | sindaco                   | [ 10 ] |
| 19 giugno 2015 | 5 giugno 2016  | Domenico Giordano      |                                                    | commissario straordinario |        |
| 5 giugno 2016  | in carica      | Giovanni Matalone      | lista civica Il cambiamento per un futuro migliore | sindaco                   |        |